# Aufwärtswandler (Satellitenübertragung)
Ein Aufwärtswandler (englisch Upconverter oder auch Block-Upconverter bzw. BUC) ist in der Nachrichtentechnik der Teil der Übertragungskette (Sendeeinrichtung), der das vom Modulator abgegebene Signal, welches in der Satellitentechnik meist bei 70 bzw. 140 MHz (oder auch im L-Band) liegt, auf die endgültige Sendefrequenz umsetzt.
Dies kann z. B. das Ku-Band (12–18 GHz) sein. Die Signalkette sieht dann folgendermaßen aus:
Videosignal (SDI) → Encoder (ASI) → Multiplexer (DVB-ASI) → Modulator (70 MHz) → Aufwärtswandler (z. B. 14,3 GHz) → High Power Amplifier (HPA) → Antenne
Aufwärtswandler sind als Gegenstück zum rauscharmen Signalumsetzer (LNB von englisch Low Noise Block Converter) zu betrachten.
Wie selbiger besitzen diese einen entsprechenden Oszillator (LO von englisch Local Oscillator), auf welchen dann das Frequenzsignal aufgemischt wird.
Neben dem Einsatz in der Signalzuführung (Satelliten-Signalzuführung oder SNG) dient ein Aufwärtswandler zur Realisierung eines Uplinks von Bild und Daten oder bi-direktionalen Internetzugang über Satellit.
In Europa nutzen dies u. a. SES Broadband für den Dienst Astra2Connect (Der Aufwärtswandler und LNB sind in einem Gehäuse als sog. interaktiver LNB mit der Marketingbezeichnung: iLNB zusammengefasst und nutzen das Ku-Band) sowie Eutelsat für den Internetzugangsdienst tooway, der mittels KA-SAT im namensgebenden Ka-Band durchgeführt wird. (Bei letzterem ist ein Ka-Band LNB und ein Ka-Band Aufwärtswandler mittels Flansch an ein gemeinsames Feedhorn mechanisch gekoppelt).
Professionelle Aufwärtswandler generieren den Oszillatortakt als Vielfaches eines externen Referenztaktes.
Das Signal-Rausch-Verhältnis wird hierbei als Abhängigkeit der Frequenzgenauigkeit (in :{\displaystyle 10^{X}} Hz-Schritten) angegeben.
Entsprechende Endanwenderlösungen (bspw. in Satellitenmodems) erlauben hier (zulassungsbedingt und zum Schutz vor Fehlkonfiguration) keine Einstellungen, sind also wie bei den meisten LNBs in der Fertigung fixiert.